# Tassonomia linneana

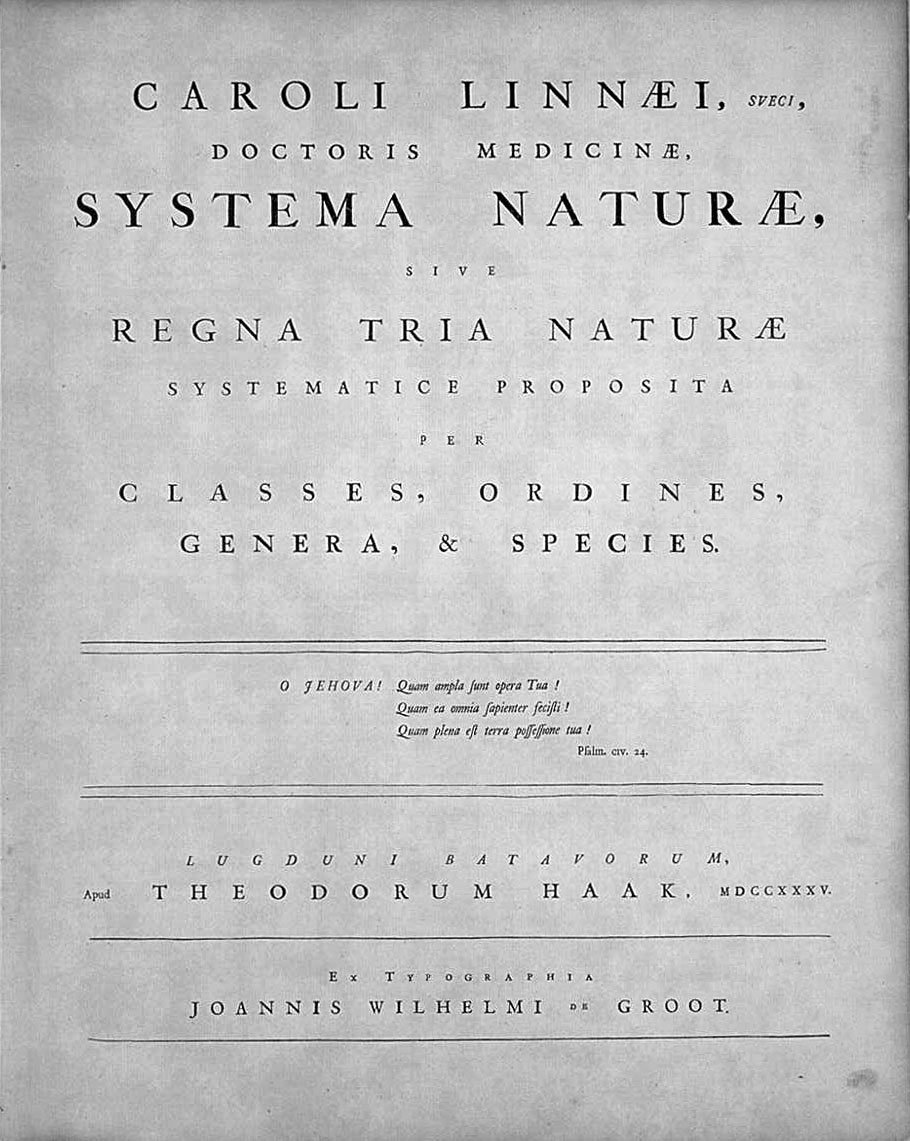
Frontespizio del Systema Naturae, Leiden, 1735

Il termine classificazione classica può essere utilizzato nelle scienze naturali in senso particolare o secondo un senso generale; in questo caso è sinonimo di
classificazione tradizionale,

## sistematica classica
sistematica tradizionale,
tassonomia classica,
classificazione linneana,
sistematica linneana o
tassonomia linneana.
La tassonomia di Linneo (o, come sopra, altrimenti definita) classifica gli esseri viventi in differenti livelli gerarchici, iniziando originariamente da quello di regno. Oggi, si considera il dominio come una gerarchia sopraregnale, data la recente necessità di includere anche Batteri e Archaea. I regni si dividono in phylum (o phyla al plurale latino, usato in letteratura anglosassone) per gli animali, e in divisioni per piante e altri organismi. Questi si dividono in classi, quindi in ordini, famiglie, generi e specie.
Sebbene il sistema di Carlo Linneo fosse stabile, l'espansione della conoscenza ha dato luogo ad una espansione del numero di livelli gerarchici, incrementando i requisiti amministrativi del sistema, anche se permane come unico sistema di classificazione di base che attualmente conta, con l'approvazione scientifica universale. Tra le suddivisioni posteriori, sono sorte entità come superclasse, super, sotto e infraordini, super e sottofamiglie, tribù e sottotribù. Molte di queste gerarchie aggiuntive sono di solito sorte nello studio di discipline come la entomologia, che necessita di classificare nuove specie. Qualsiasi campo biologico che studi le specie è soggetto alla classificazione tassonomica linneana e, per estensione, ai suoi ranghi gerarchici, particolarmente per quel che concerne l'integrazione di organismi viventi con le specie fossili. Sarà conveniente allora applicare strumenti più nuovi di classificazione, come la cladistica.
Dopo il rango di specie, si possono fornire anche sotto-ranghi, tali come sottospecie e razza negli animali, e varietà e forma in botanica, sebbene in quest'ultima disciplina anche il termine sottospecie venga utilizzato.

## Ranghi tassonomici
Un indice di questa gerarchia, dal più generale al più specifico, può essere:
- Dominio (o Superregno)
  - Regno
    - Sottoregno
      - Infraregno
- Superphylum
  - Phylum (o divisione)
    - Subphylum
      - Infraphylum
- Superclasse
  - Classe
    - Sottoclasse
      - Infraclasse
        - Parvclasse
- Supercohorta
  - Cohorta
    - Sottocohorta
      - Infracohorta
- Magnordine
  - Superordine
    - Granordine
      - Mirordine
        - Ordine
          - Sottordine
            - Infraordine
              - Parvordine
- Divisione (animali)
  - Sottodivisione (animali)
- Sezione (animali)
  - Sottosezione (animali)
- Superfamiglia
  - Serie (per Lepidoptera)
    - Gruppo (per Lepidotteri)
      - Famiglia
        - Sottofamiglia
          - Infrafamiglia
- Supertribù
  - Tribù
    - Sottotribù
      - Infratribù
- Genere
  - Sottogenere
    - Sezione (piante)
      - Sottosezione (piante)
- Specie
  - Sottospecie
    - Varietà (botanica)
      - Forma (botanica)
      - Razza (zoologia)

    - Ceppo (batteri)
      - Biovar
        - Morfovar
        - Serovar

  - Forma Specialis

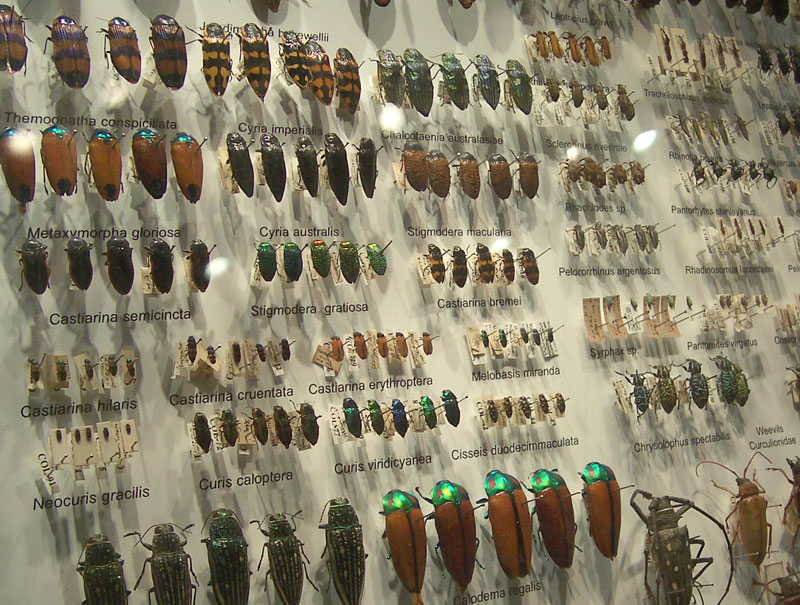
Collezione di coleotteri

Di tutti questi, solo il rango specie possiede una definizione biologica esatta. I rimanenti livelli hanno come funzione quella di rappresentare la filogenesi degli organismi sotto discussione. Nella classificazione della maggior parte degli organismi, non vengono utilizzati tutti i ranghi; in genere, per un dato organismo, il numero di ranghi utilizzati cresce con la difficoltà riscontrata nella sua classificazione (come nel caso degli insetti).

## Esempio di classificazione: essere umano
Come esempio, si impiegherà la classificazione linneana moderna dell'essere umano.
- Regno: Animalia (organismi eterotrofi eucarioti senza parete cellulare e pluricellulari)
- Phylum: Chordata (organismi, primitivamente, con notocorda)
- Classe: Mammalia (organismi con ghiandole mammarie, funzionali nelle femmine, che secernono latte per la nutrizione della prole, omeotermici e con pelo)
- Ordine: Primati (occhi frontali, pollice opponibile)
- Famiglia: Hominidae (cervello sviluppato con neocorteccia, visione stereoscopica)
- Genere: Homo (Spina dorsale curvata, posizione bipede permanente)
- Specie: Homo sapiens (ossa craniali sottili, capacità vocalizzatrici)

## La tassonomia di Linneo
Nel suo Imperium Naturae, Linneo stabilì tre regni, denominati Regnum Animale, Regnum Vegetabile e Regnum Lapideum. Questo approccio (regno animale, vegetale e minerale) è sopravvissuto nella mente popolare fino ad oggi, specialmente nelle forme dei giochi di società: "È un animale, vegetale o minerale?".
Il lavoro di Linneo ebbe un vasto impatto nel campo della scienza; indispensabile allora come fondamento della nomenclatura biologica, adesso viene regolato dai codici di nomenclatura. Due dei suoi lavori, la prima edizione delle Species Plantarum (1753) per piante e la decima edizione del Systema Naturae (1758) sono accettati come punti di partenza per la nomenclatura; i suoi nomi binomiali (nomi per le specie) e i suoi nomi generici prendono priorità su quelli altrui. Tuttavia, l'impatto che egli ebbe nel mondo scientifico non è dovuto al valore della sua tassonomia, non particolarmente rilevante, anzi addirittura poteva rappresentare un passo indietro in confronto a quelle contemporanee.

### Per gli animali

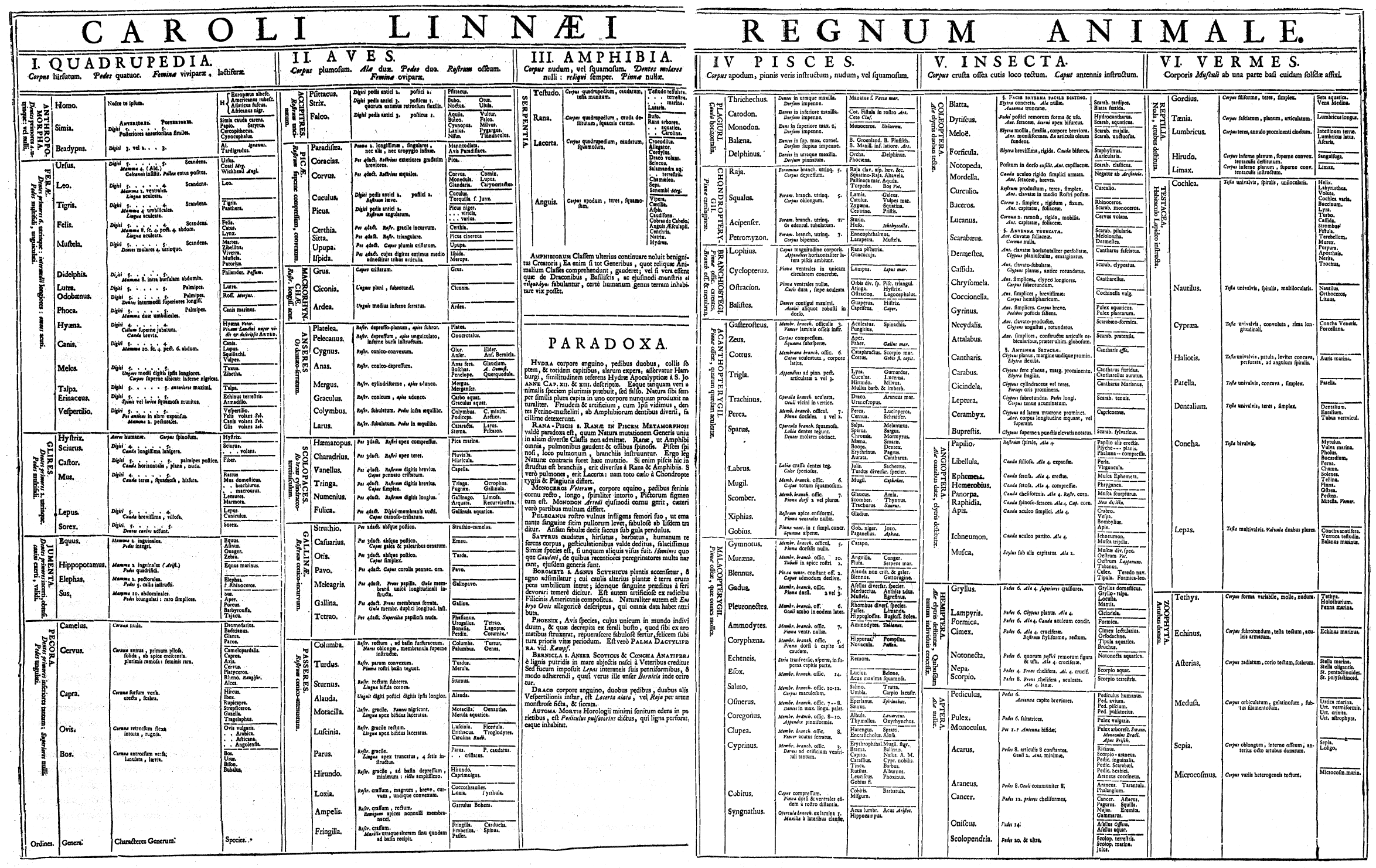
La classificazione di animali del 1935

Soltanto nel regno animale è ancora più o meno riconoscibile la più alta tassonomia di Linneo e alcuni di questi nomi sono ancora attualmente in uso, ma di solito non sempre per gli stessi gruppi così come usati da Linneo. Nella decima edizione del 1758 egli divise il Regno Animale in sei classi:
- Classis 1. MAMMALIA
- Classis 2. AVES
- Classis 3. AMPHIBIA
- Classis 4. PISCES
- Classis 5. INSECTA
- Classis 6. VERMES

### Per le piante
I suoi ordini e classi di piante, secondo il suo Systema Sexuale, non erano affatto intesi a rappresentare gruppi naturali (opposti ai suoi ordini naturali in Philosophia Botanica) ma utilizzati solo per l'identificazione e, in questo senso, erano usati ancora nel XIX secolo.

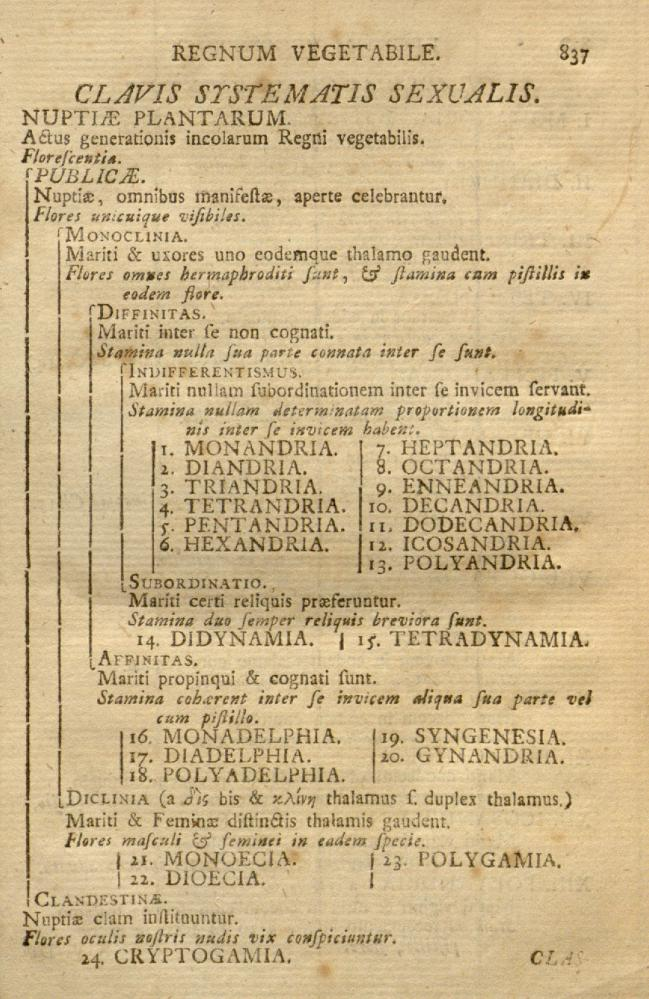
Chiave per il Sistema Sessuale (della 10ª edizione del Systema Naturae, 1758)

Le classi linneane per piante, nel Sistema Sessuale, erano:
- Classis 1. MONANDRIA
- Classis 2. DIANDRIA
- Classis 3. TRIANDRIA
- Classis 4. TETRANDRIA
- Classis 5. PENTANDRIA
- Classis 6. HEXANDRIA
- Classis 7. HEPTANDRIA
- Classis 8. OCTANDRIA
- Classis 9. ENNEANDRIA
- Classis 10. DECANDRIA
- Classis 11. DODECANDRIA
- Classis 12. ICOSANDRIA
- Classis 13. POLYANDRIA
- Classis 14. DIDYNAMIA
- Classis 15. TETRADYNAMIA
- Classis 16. MONADELPHIA
- Classis 17. DIADELPHIA
- Classis 18. POLYADELPHIA
- Classis 19. SYNEGESIA
- Classis 20. GYNANDRIA
- Classis 21. MONOECIA
- Classis 22. DIOECIA
- Classis 23. POLYGAMIA
- Classis 24. CRYPTOGAMIA

### Per i minerali
La sua tassonomia di minerali presto cadde in disuso. Nella decima edizione (1758) del Systema Naturae, le classi linneane erano:
- Classis 1. PETRÆ
- Classis 2. MINERÆ
- Classis 3. FOSSILIA

## Nomenclatura
La nomenclatura è la sottodisciplina della tassonomia che si occupa di regolare i nomi dei taxa, agendo una volta che i tassonomi hanno deciso quali taxa avrà e in quali categorie tassonomiche. Per denominarli devono attenersi alle regole scritte nei Codici Internazionali di Nomenclatura, e ce n'è uno per ogni disciplina (zoologia, botanica, batteri e virus). I Codici si aggiornano regolarmente come risultato dei Congressi Internazionali nei quali i tassonomi si riuniscono per tale scopo. I nomi dei taxa sono soggetti a certe regole. Affinché i nomi siano validamente pubblicati, devono osservare le regole ed essere pubblicati in una rivista scientifica con l'ausilio di periti (referatos) esperti dell'argomento che revisionano le pubblicazioni per accettarle, correggerle o rifiutarle. Esistono alcuni principi di nomenclatura che vengono contemplati da tutti i Codici, che stabiliscono quale sia il nome corretto per ogni taxon.

## Cambiamenti da Linneo
Il modo di intendere le relazioni fra gli esseri viventi è cambiato. Nella sua classificazione, Linneo poté basarsi soltanto sulle strutture esterne, e le relazioni tra organismi venivano riflesse secondo somiglianze anatomiche. Il concetto di evoluzione come meccanismo di diversità biologica e formazione di specie fu accolto quando venne a realizzarsi un gran cambiamento. Da allora, nella classificazione linneana si rifletterà la filogenesi di ogni specie, dimodoché ogni taxon includa il predecessore e tutti i suoi discendenti (taxon monofiletico). Sorsero anche le idee di taxa parafiletici (dove viene incluso il predecessore e i suoi discendenti, ma ci sono alcune specie escluse; mentre alcuni casi, come quello dei rettili e degli uccelli, sono accettati) e polifiletici, che attualmente non si considerano accettabili.
Originariamente, Linneo stabilì tre regni: Vegetabilia, Animalia e un gruppo aggiuntivo per i Minerali, che fu presto abbandonato. Da allora, varie forme di vita sono state spostate da un regno a un altro. Ci fu poi una riorganizzazione in quattro regni, differenziando i Funghi dalle Piante, e dopo che Leeuwenhoek scoperse i microorganismi. Si conformarono i regni Animalia, Plantae, Fungi e Protoctisti. Dopo l'uso del microscopio elettronico, Whittaker propose il sistema di cinque regni, separando il regno Monera da quello dei Protisti. Questo sistema permanette per molto tempo e in modo molto radicato fino alla scoperta delle Archaea e agli studi di genomica con il gene codificante per l'RNAr-16s. Attualmente si considerano tre domini (due procarioti e uno eucariota) comprendenti un totale di sei regni: il dominio Archaea, che include i Batteri Archeae; il dominio Bacteria, che include i Batteri Non-Archeae (ovvero, il regno precedentemente chiamato Monera); e il dominio Eukarya, che include i rimanenti quattro regni (Animali, Vegetali, Funghi e Protozoi).

## Classificazioni differenti
La classificazione classica si è tuttavia evoluta grazie al lavoro di grandi tassonomi. Lavori che sono stati integrati sia completamente, sia parzialmente dalla comunità scientifica. Ma, contrariamente a Linneo, la maggior parte dei tassonomi hanno lavorato su un insieme ristretto di specie.
Ecco alcune di queste classificazioni:
- Vegetali in generale
  - Classificazioni globali
    - Classificazione di Engler (1877, 1909 e poi 1924) di Adolf Engler
    - Classificazione di Wettstein (1935) di Richard Wettstein

  - Piante da semi (Spermatofite) in particolare
    - Classificazione di Candolle (1819 e poi dal 1824 al 1873) di Augustin Pyrame de Candolle
    - Classificazione di Bentham e Hooker (dal 1862 al 1883) di George Bentham e Joseph Dalton Hooker

  - Piante da fiori (Angiospermes) in particolare
    - Classificazione di Takhtajan (1954 e poi 1997) di Armen Takhtajan
    - Classificazione di Cronquist (1968 e poi 1988, la grande opera del 1981) di Arthur Cronquist basata su quella di Takhtajan~
È la classificazione ufficiale delle schede di angiosperme su Wikipedia
ITIS segue questa classificazione
    - Classificazione di Thorne (poco utilizzata) (1992, 2000, 2002) di Robert Folger Thorne
    - Classificazione di Dahlgren (poco utilizzata) (1975, 1983, 1989) di Rolf Martin Theodor Dahlgren
- Uccelli
  - Classificazione di Howard e Moore di Richard Howard e Alick Moore
  - Classificazione di Sibley-Ahlquist di Charles Gald Sibley e Jon Edward Ahlquist, recente e tenendo conto del DNA
ITIS su www.zoonomen.net
  - Classificazione di Monroe di Burt Monroe.
- Pesci
  - Fishes of the World 4ª versione, marzo 2006, di Joseph S. Nelson (ISBN 0-471-25031-7) è la classificazione adottata dal FishBase (migrazione in corso)
- Mammiferi
  - Mammal Species of the World: a Taxonomic and Geographic reference  di Don E. Wilson e DeeAnn M. Reeder, Smithsonian Institution Press, Washington, 1993
  - Walker's mammals of the world di Ronald M. Nowak, Baltimore & London, The Johns Hopkins University Press, 1991